# Marchés de Trajan
Pour les articles homonymes, voir Trajan.
Les marchés de Trajan (Mercati di Traiano, en italien, Macellum Traiani, en latin) sont un vaste ensemble monumental de vestiges immobiliers en ruine, des forums impériaux de la Rome antique du IIe siècle, construits sous l'empereur romain Trajan, en même temps que son forum de Trajan. Cet important complexe immobilier semi-circulaire de 6 étages construit en terrasse-gradins au flanc du mont Quirinal, abritait une activité présumée de marché-commerces-tabernae aux étages inférieurs, et de locaux administratifs des forums impériaux aux étages supérieurs. Inauguré en 113, il est reconnu comme un des plus anciens centres commerciaux du monde antique, avec environ 150 boutiques. Il abrite le musée des forums impériaux (museo dei Fori Imperiali) depuis 2007,.

## Localisation
Les marchés de Trajan sont situés entre la limite nord-est du forum de Trajan et des forums impériaux, et les pentes du Quirinal, sur la voie romaine via Biberatica (it), entre les actuelles Via dei Fori Imperiali et Via Quattro Novembre (voir le plan).

Plans et maquettes reconstituées des forums impériaux
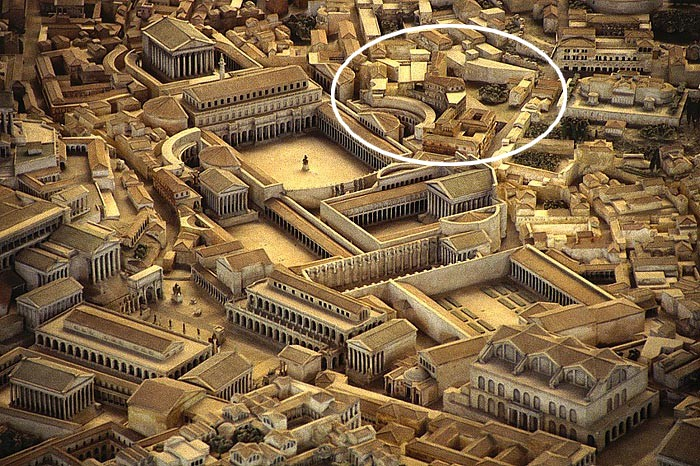
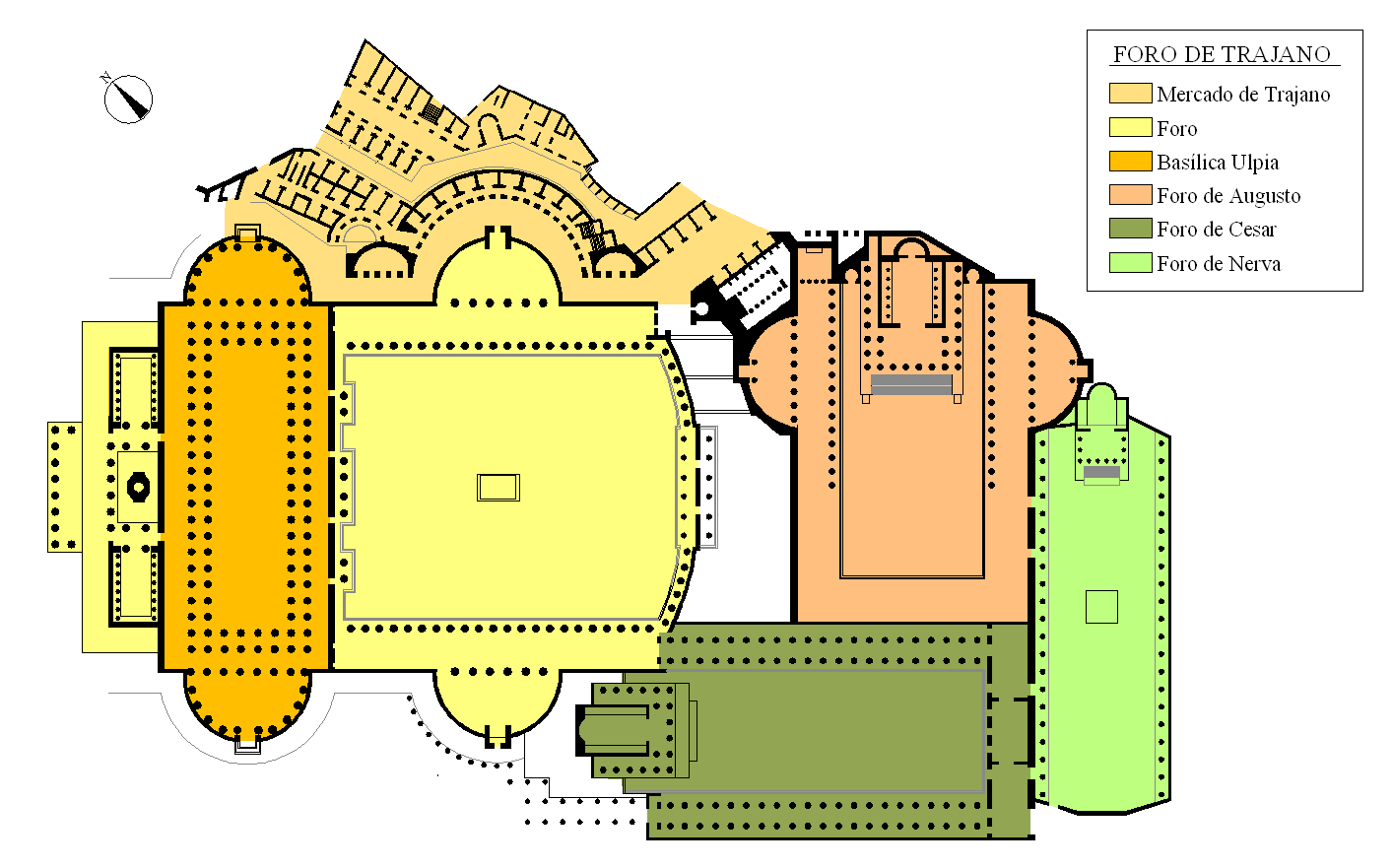
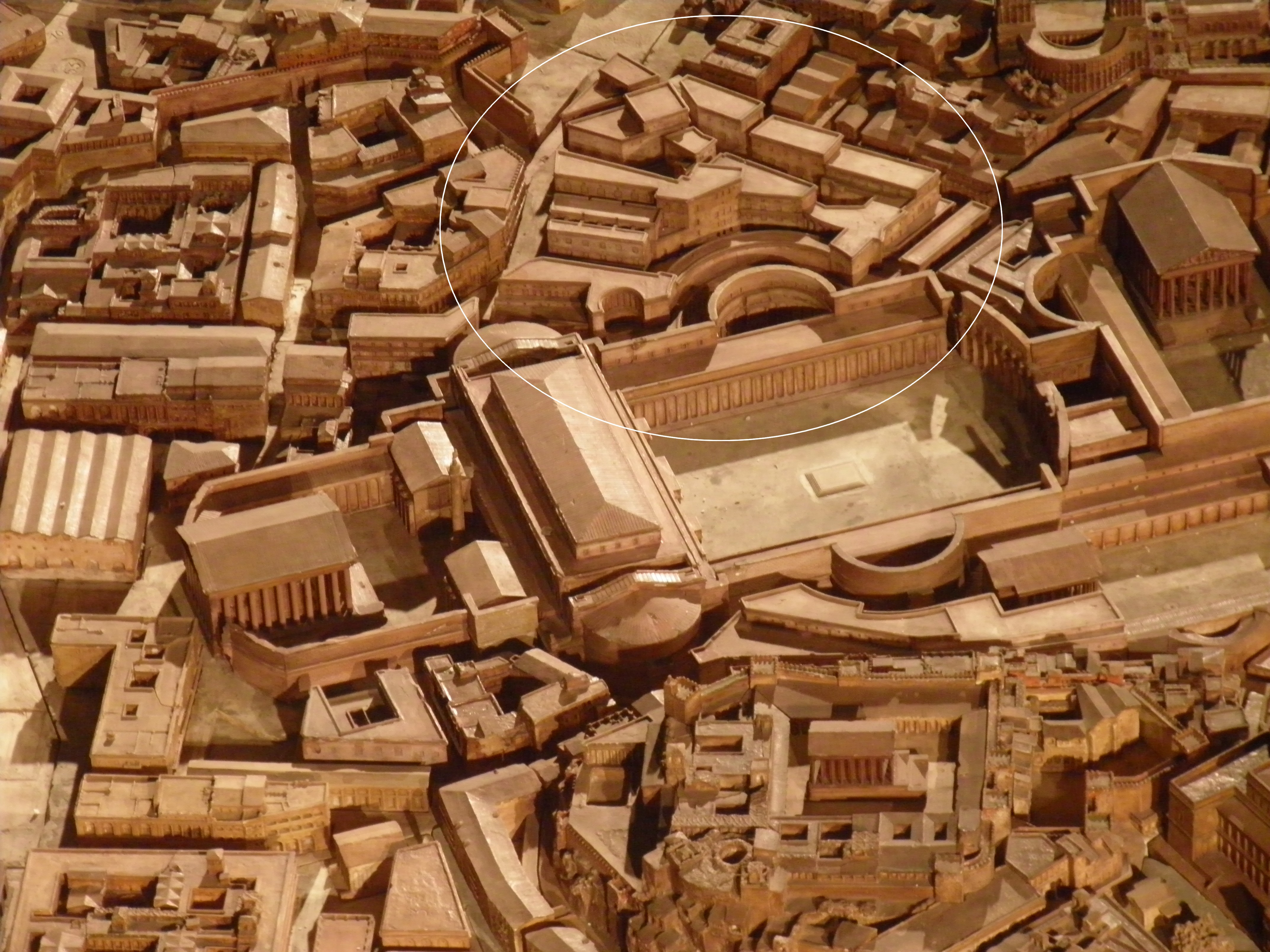

## Fonction
Le complexe, qui dissimule les traces des travaux d'excavations et retient les pentes du Quirinal, abrite des bureaux de l’administration impériale. Le long des espaces ouverts et des rues desservant le complexe s’ouvrent des boutiques (tabernae). Les deux salles semi-circulaires latérales servaient d'écoles ou d'auditoriums. Une partie du complexe central  a pu être occupée par le procurateur du forum du Divin Trajan (cité dans une inscription récemment découverte), probablement responsable de la gestion et de l’entretien du monument. Des fonctionnaires impériaux sont chargés de superviser les approvisionnements en blé, en huile et en vin qui sont ensuite vendus à bas prix ou distribués gratuitementaux pauvres.

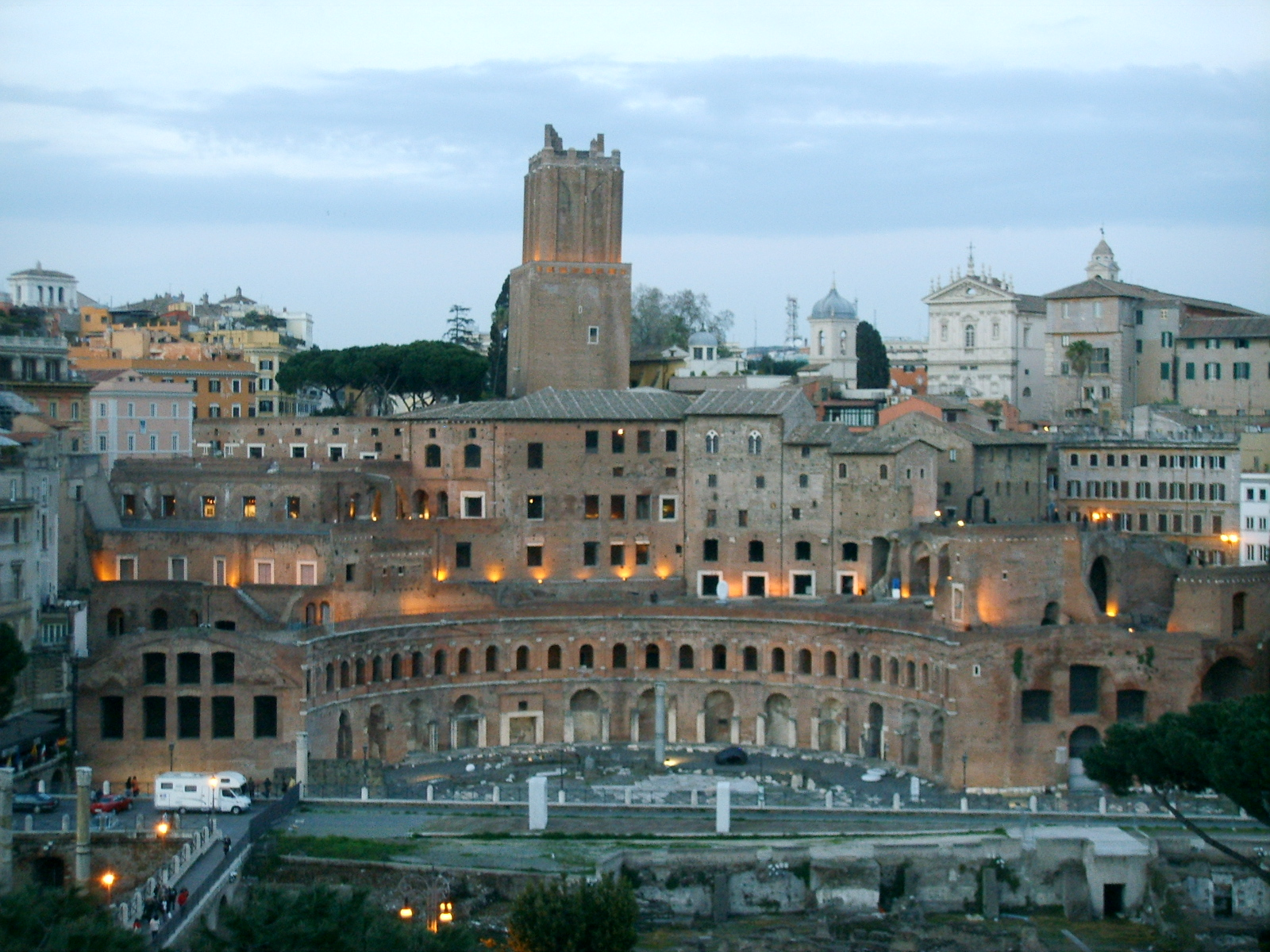
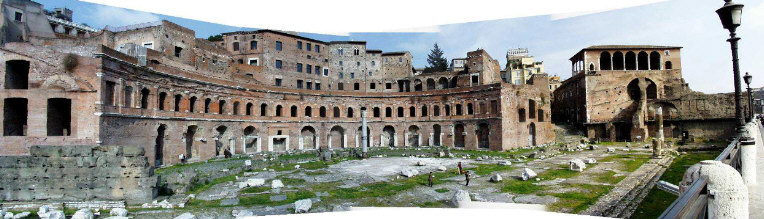
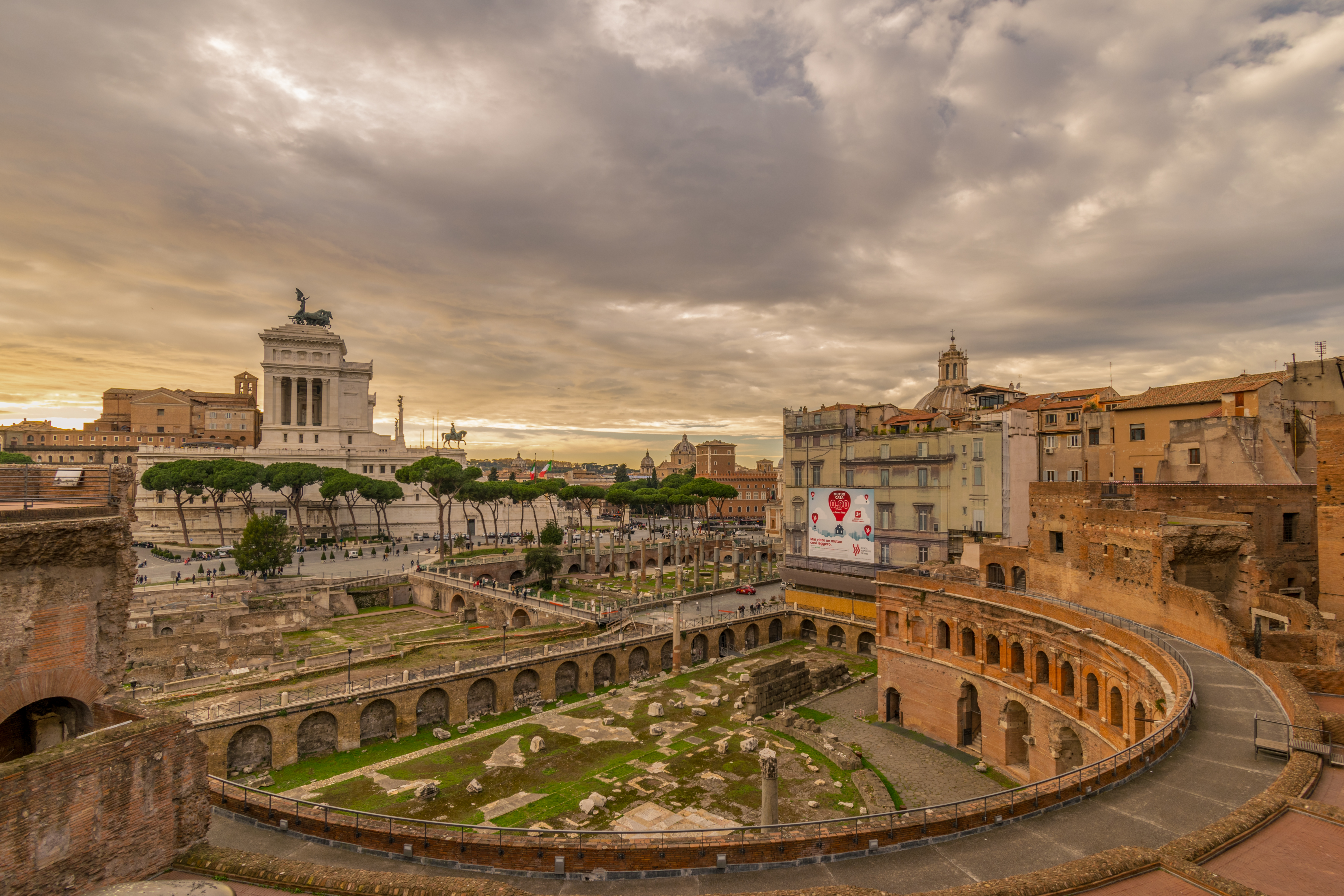
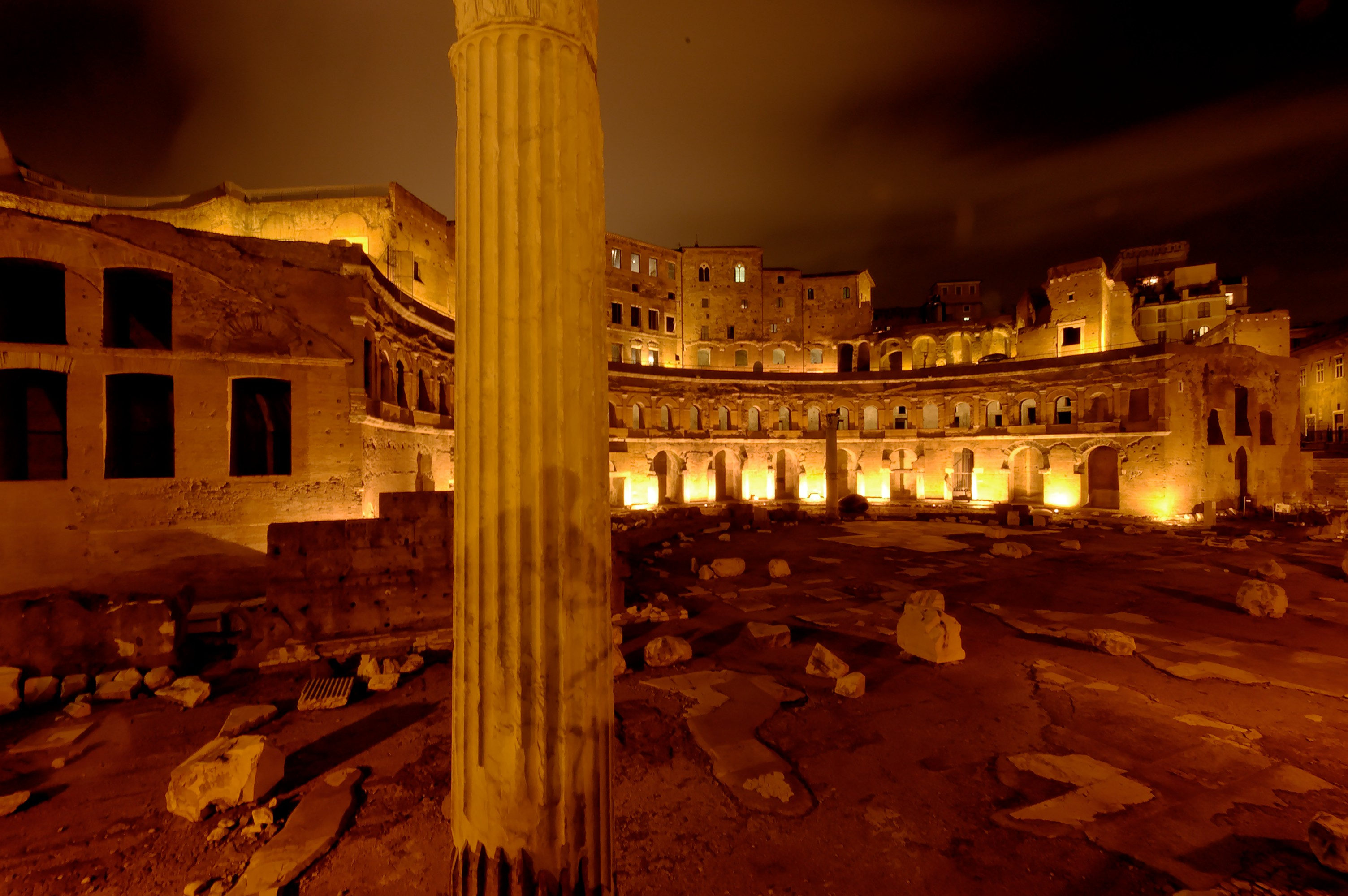

La fonction de marché de cet ensemble (le terme de « marchés de Trajan » date des années 1930) a longtemps été pensée  à l'image des centres commerciaux actuels, ou des bazars et souk d'orient (dont les plus anciens connus remontent au IXe millénaire av. J.-C.), mais des fouilles récentes amènent à reconsidérer cette dénomination, à cause de l’étroitesse des couloirs et des escaliers d’accès assez raides qui rendraient difficile la circulation de marchandises.

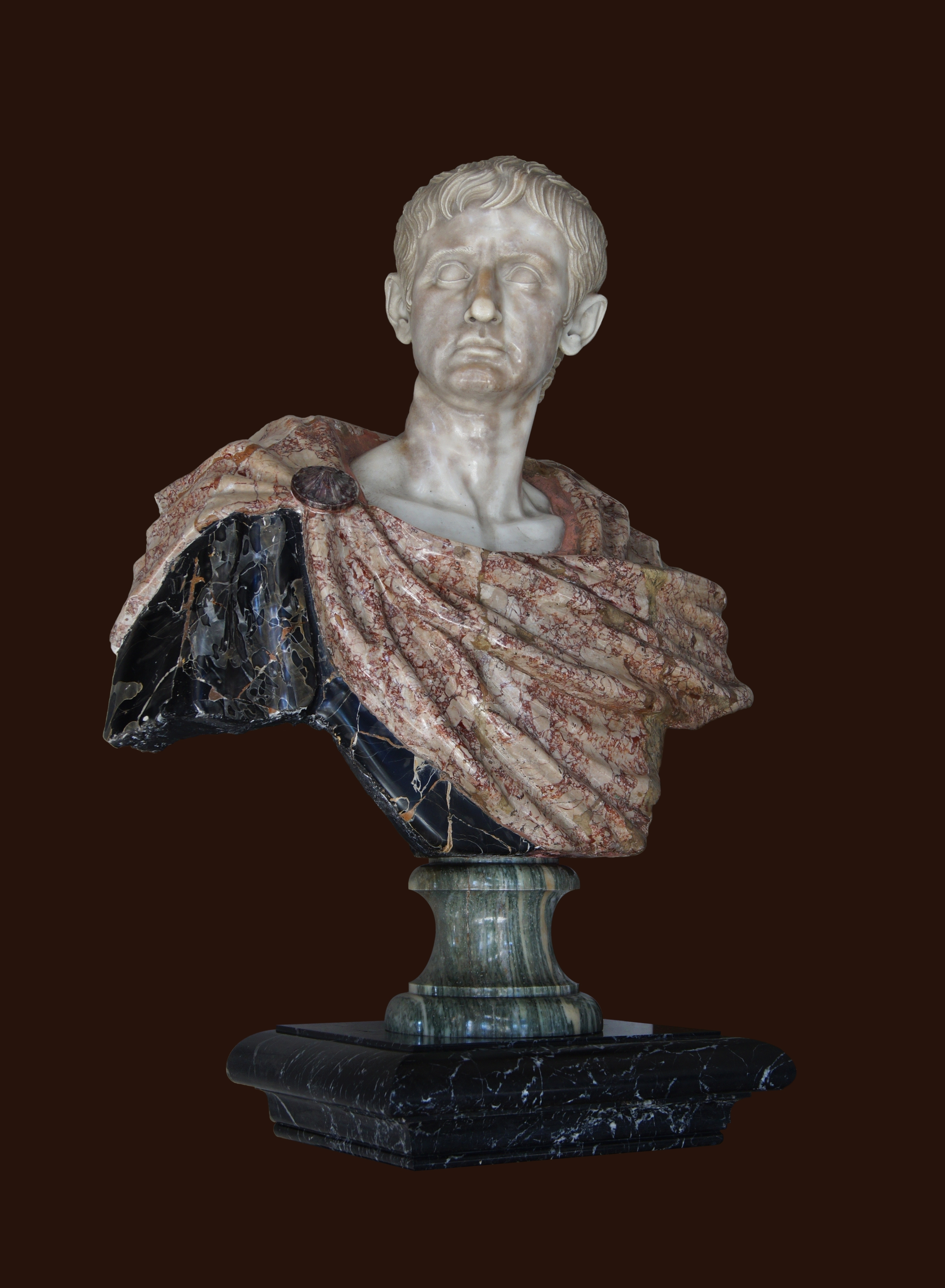
Buste de l'empereur romain Trajan (53-117)

## Histoire

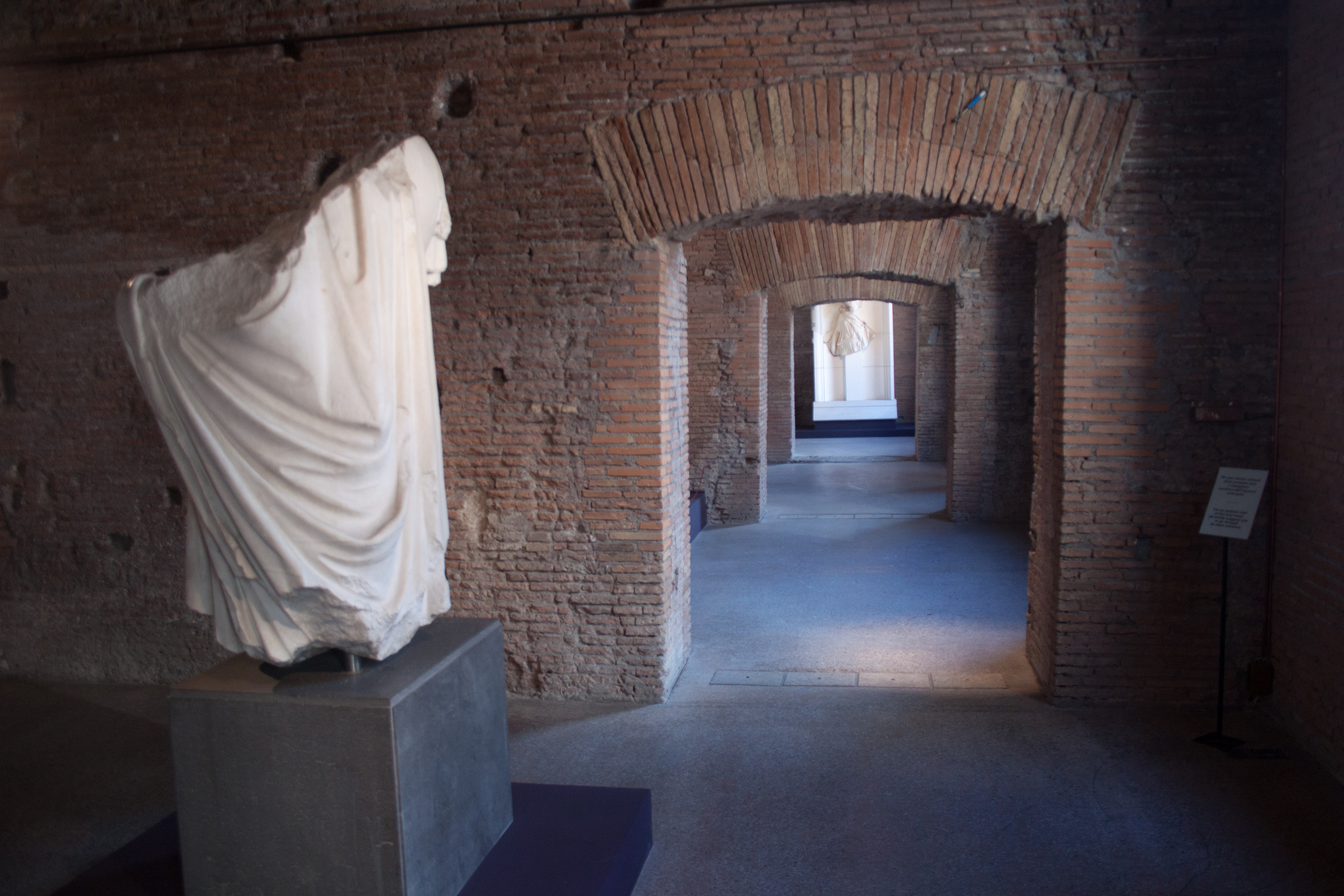
Murs et linteau en opus latericium

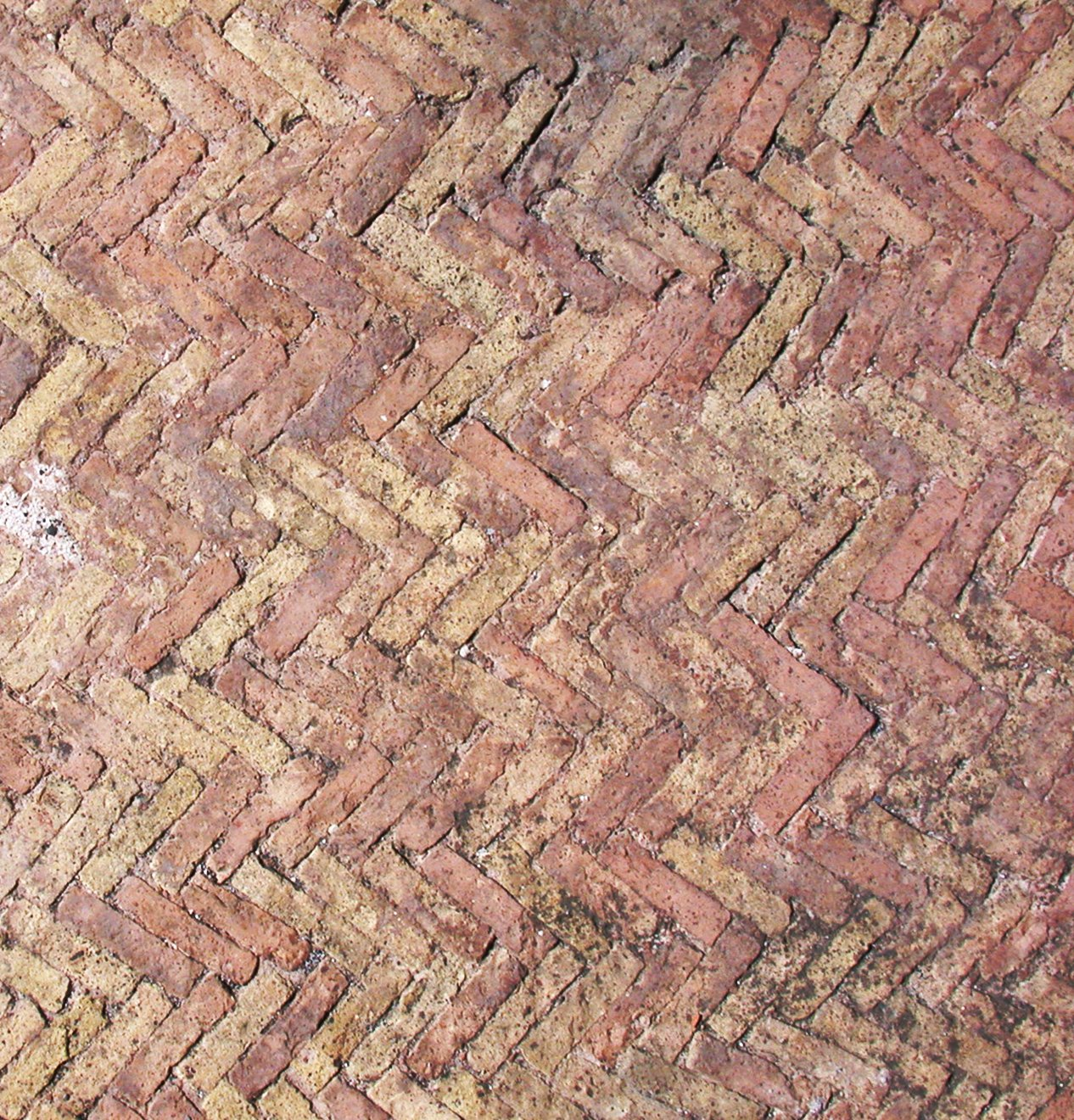
Dallage en opus spicatum.

Il est possible que le début des travaux d’excavation remonte à la fin du règne de Domitien, mais le complexe a été en grande partie construit en même temps que le forum de Trajan, au début du IIe siècle, comme semblent l’indiquer les inscriptions retrouvées sur les briques, datées entre 109 et 113. Les plans de construction sont attribués à l’architecte impérial Apollodore de Damas (un des plus grands architectes de Rome, qui a également conçu le Forum de Trajan). Le complexe est inauguré en 113.
Durant le Moyen Âge, les marchés de Trajan ont été modifiés par l’ajout d’étages, encore visibles aujourd’hui, et d’éléments défensifs comme la Torre delle Milizie, construite après 1200, qui surplombe l’édifice. Jusqu'au XIVe siècle, le complexe est connu sous le nom de Castellum Miliciae. Plus tard, un couvent est construit dans la même zone, mais il est détruit au début du XXe siècle lors des travaux de restauration des marchés de Trajan.

## Architecture
Pour la construction du forum de Trajan, il a été nécessaire de supprimer l’ensellement compris entre les collines du Capitole et du Quirinal, pour ouvrir un large espace communiquant avec le Champ de Mars, et réaliser ainsi un des ambitieux projets d’urbanisme de César. Ce sont plus de 60 millions de mètres cubes de terre et de roche qui ont été déplacés, dans l’aplanissement d’une zone d’environ 300 mètres sur 200. La structure en hémicycle concave et en terrasse-gradins des Marchés de Trajan sert de soubassement et de soutènement à la pente de la colline du Quirinal qui a été creusée, et elle évite les éboulements. Le complexe est aménagé, pour des raisons esthétiques et pratiques, en plusieurs bâtiments de brique organisés en une série de terrasses qui s'élèvent jusqu'au sommet de la colline du Quirinal. On y compte près de 170 pièces différentes. La façade consiste en une grande exèdre en brique, concentrique à l'exèdre septentrionale du forum de Trajan. Une rue pavée de dalles de basalte sépare les deux exèdres.

### Matériaux
D’un point de vue architectural, ces « marchés » sont remarquables par leurs voûtes cylindriques en tonnelle et par l'emploi de béton et de briques, principaux matériaux de construction utilisés. Depuis le début du Ier siècle, l'opus latericium et l'opus spicatum (béton recouvert d'un parement de brique de terre crue) ont peu à peu remplacé toutes les autres matières, liant solidité et commodité d'utilisation. Unie aux deux autres techniques de construction romaine — la clef de voûte et la structure monolithique obtenue avec une coulée de béton de chaux —, cette technique a permis de couvrir le grand espace et de maintenir les pentes de la colline.

### Rez-de-chaussée
Au rez-de-chaussée, la façade des marchés est composée de onze boutiques de commerce au plafond voûté et de deux entrées à chaque extrémité. Ces tabernae sont peu profondes et s'appuient directement sur la roche. Les portes, à peu près carrées, sont surmontées d'une architrave en travertin. La partie supérieure du mur des boutiques est percée de fenêtres.

Rez de chaussée et premier étage
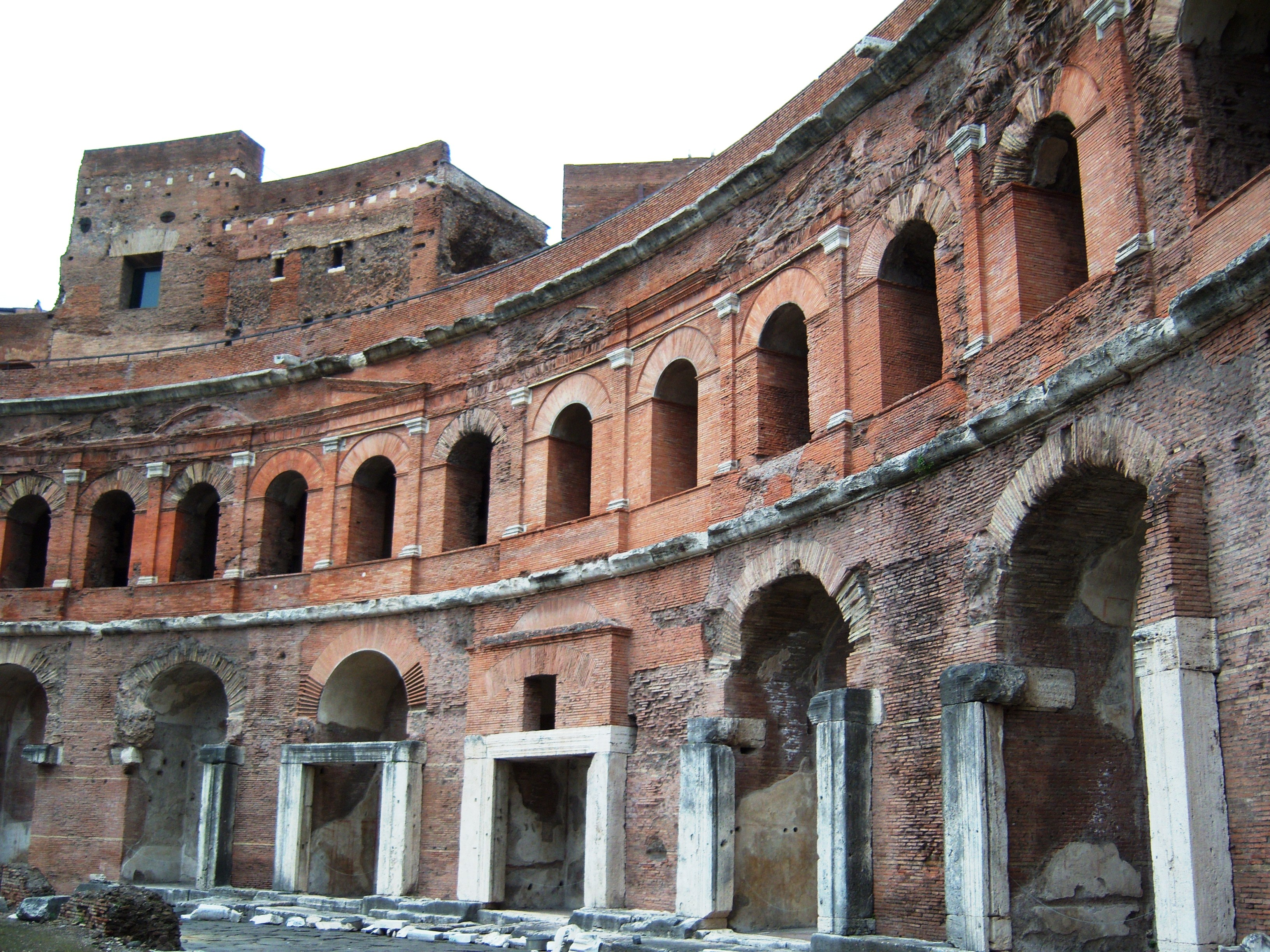
Coté extérieur
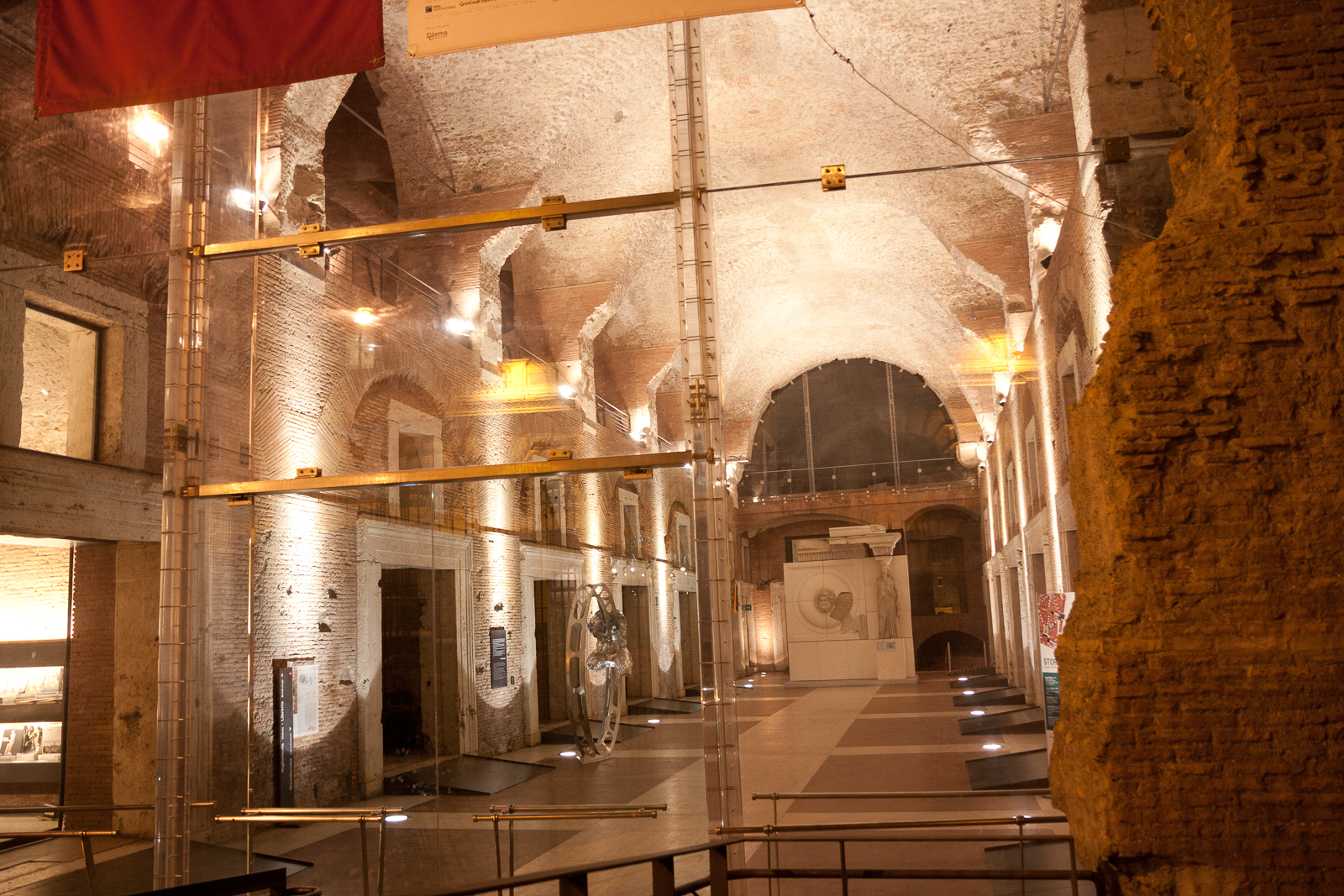
Grand hall
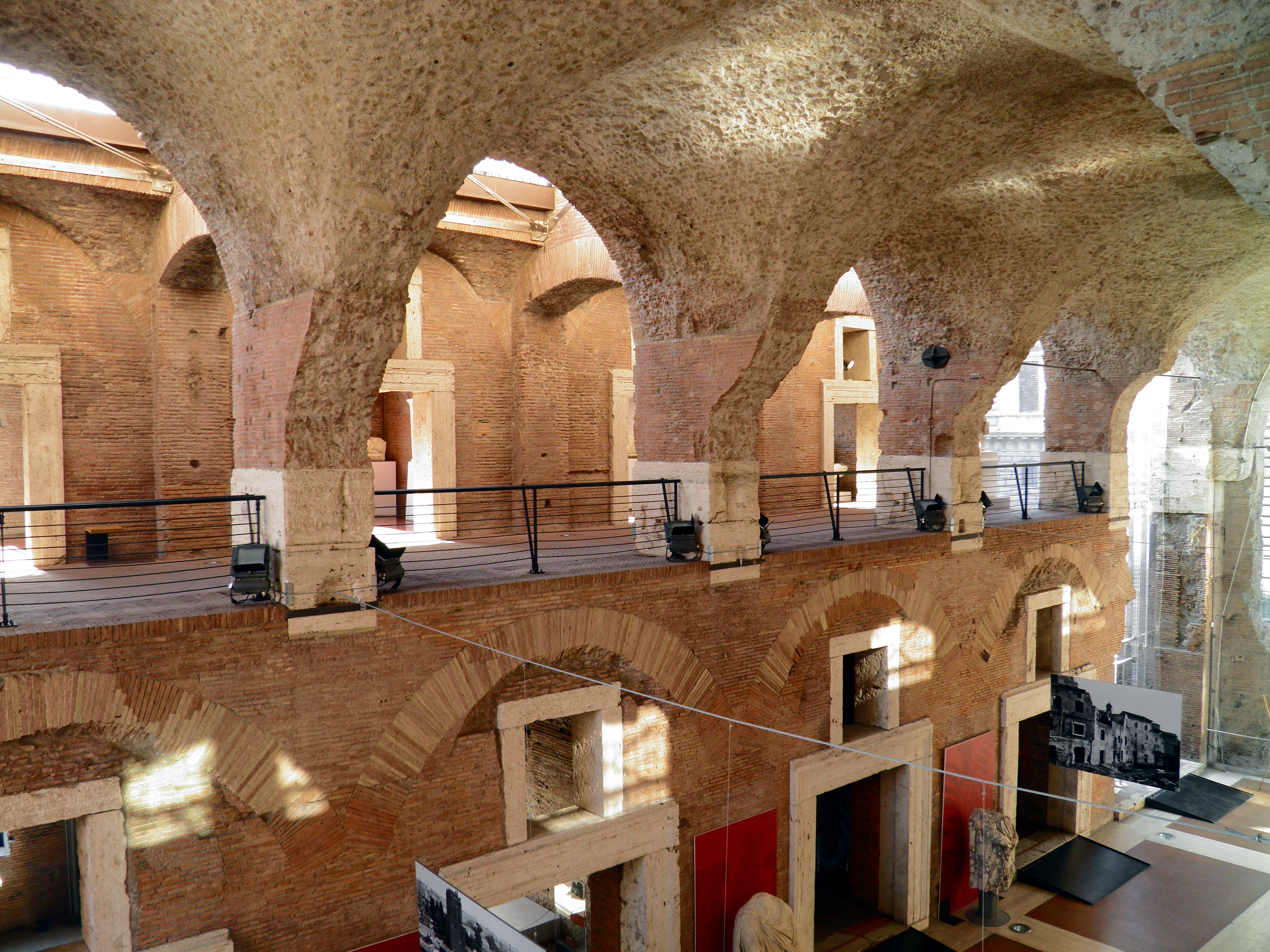
Grand hall central et voûte
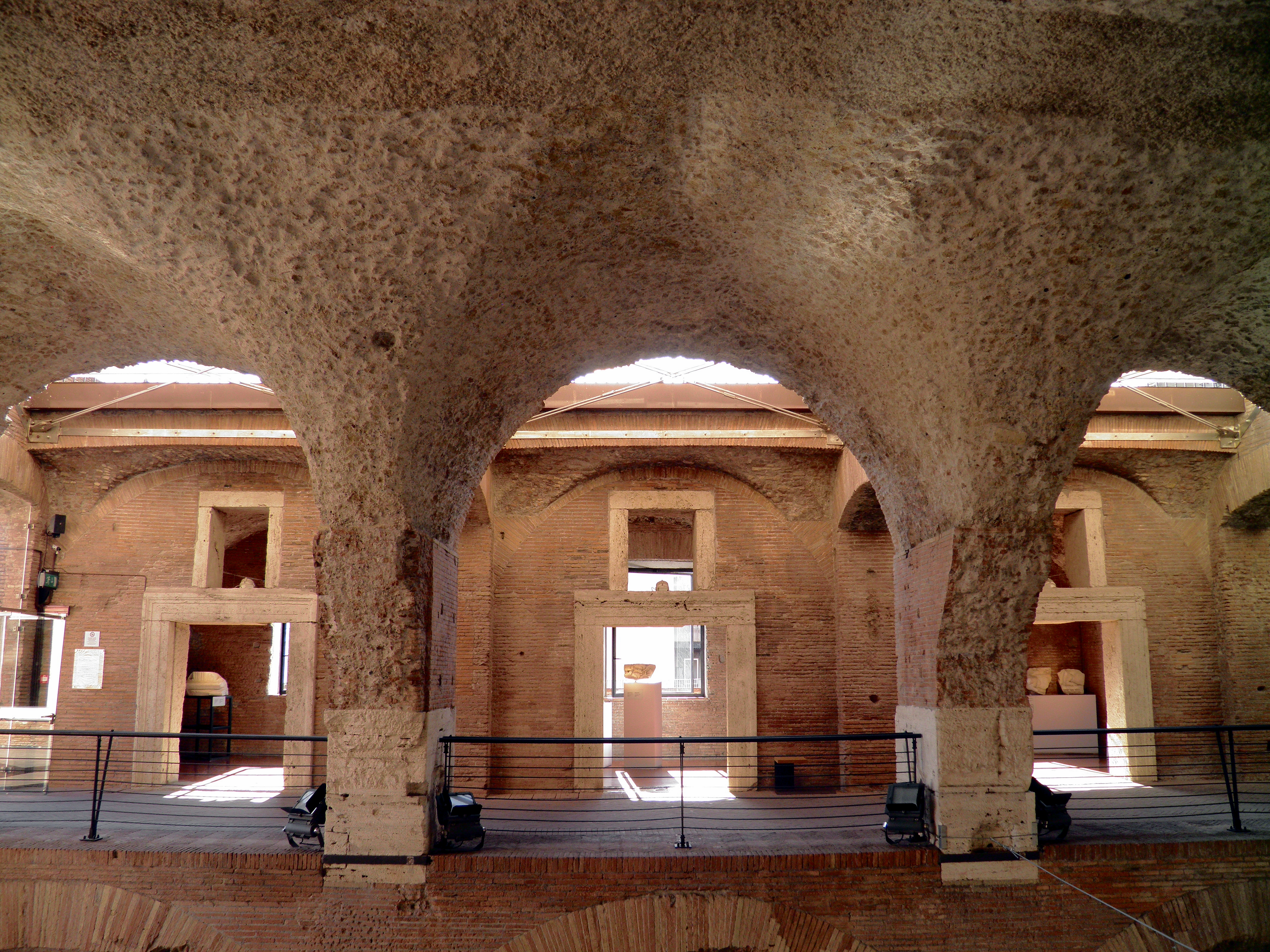
1er étage en balcon
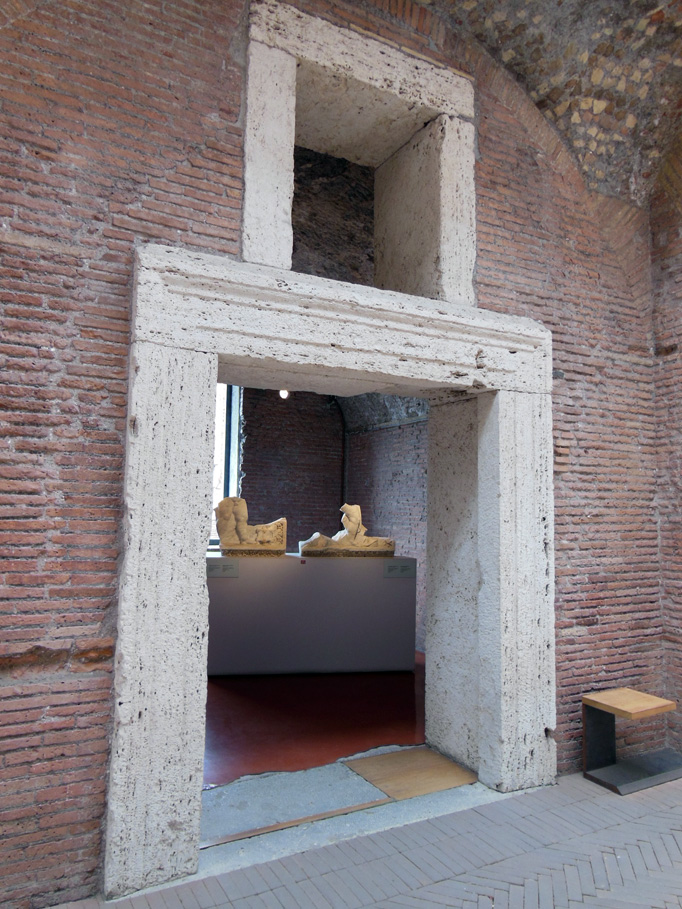
Porte de boutique
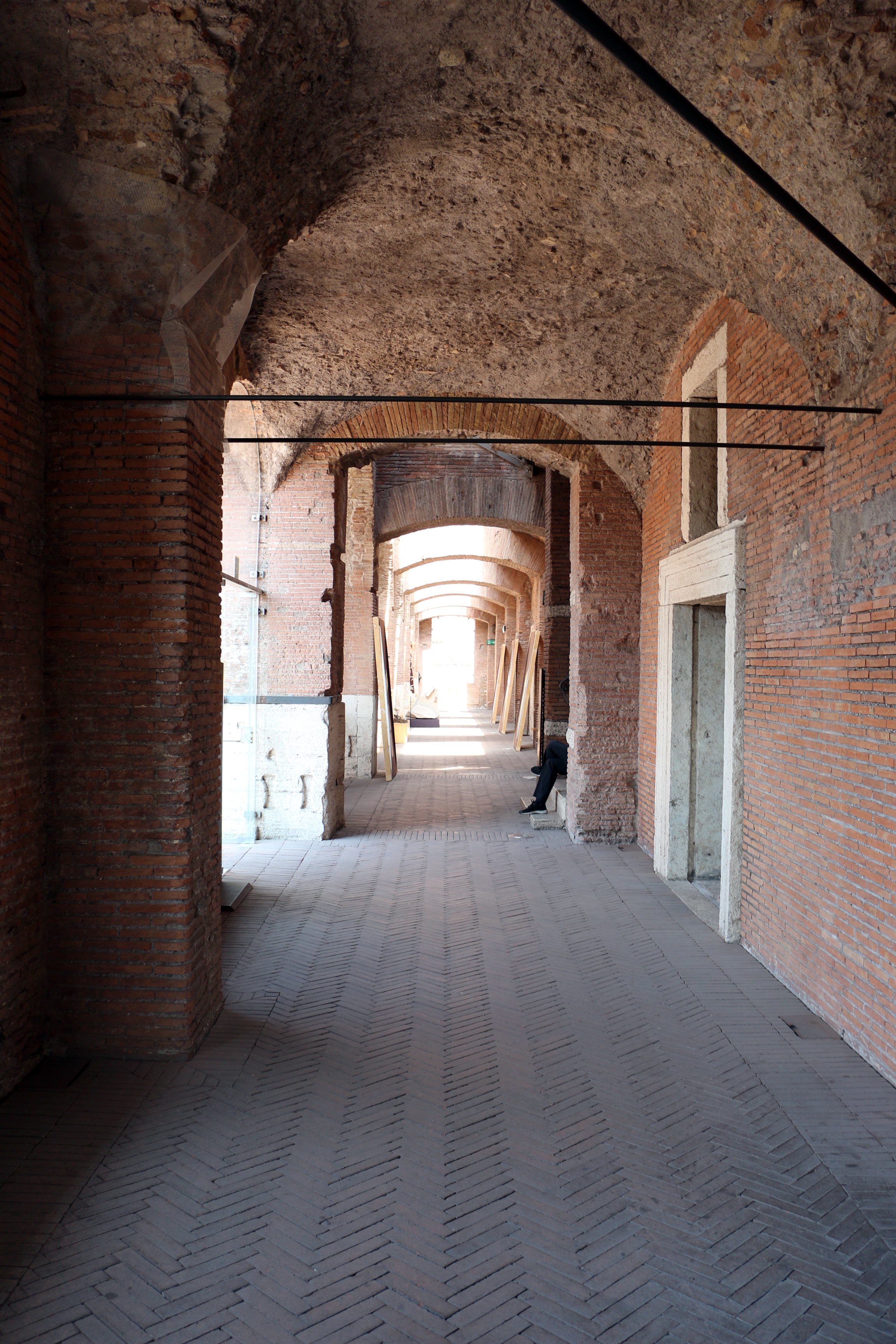
Coursive
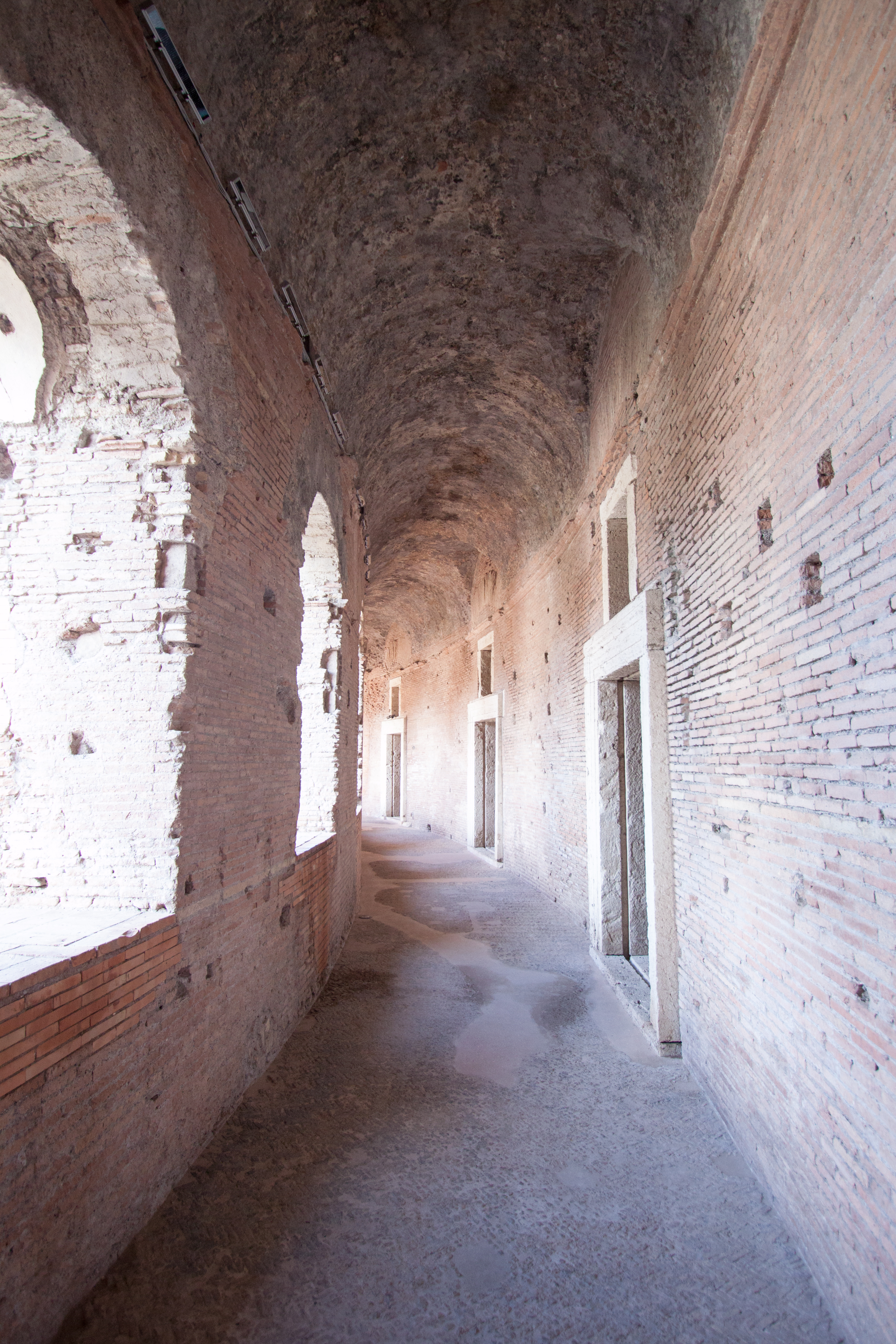
Coursive

### Premier étage
Au premier étage, le mur est percé d'une série de fenêtres voûtées (à raison de cinq fenêtres pour trois boutiques du rez-de-chaussée) entourées de piliers de briques avec bases et chapiteaux et surmontées de petits frontons. Elles s'ouvrent sur un couloir voûté passant au-dessus des boutiques qui dessert à l'intérieur dix autres boutiques. Il s'étend vers le nord, conduisant à un autre couloir flanqué d'un groupe de boutiques.

### Deuxième étage
Au deuxième étage de l'hémicycle, une terrasse, située au-dessus du couloir voûté, soutient un groupe de boutiques tournées dans la direction opposée de celles des étages inférieurs. Elles s'ouvrent sur la via Biberatica (it) (nom donné durant le Moyen Âge), une rue longue de 300 mètres environ.

Étages supérieurs
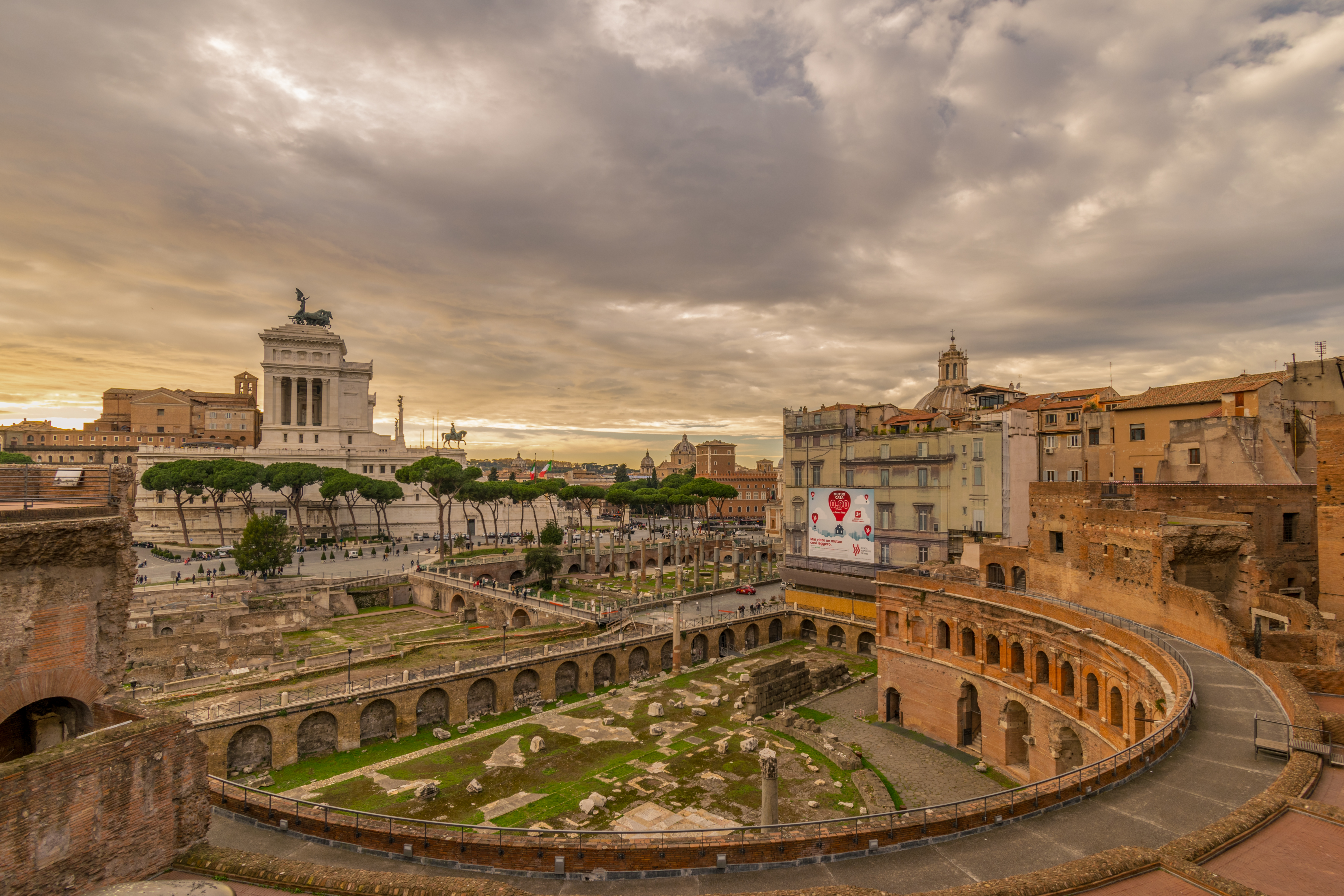
Vue depuis le dessus de l’hémicycle
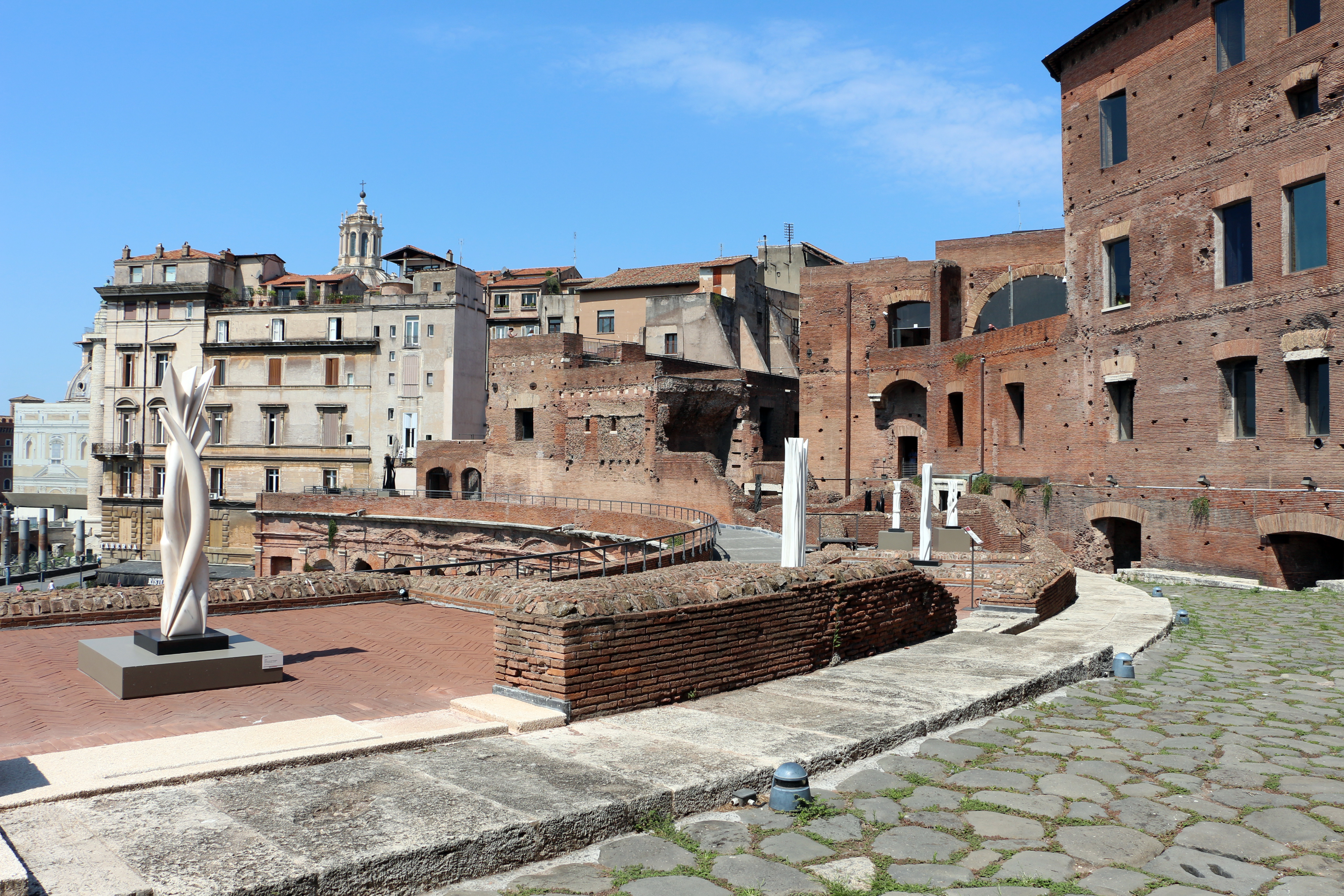
Passage de la voie romaine via Biberatica (it) au dessus de l’hémicycle
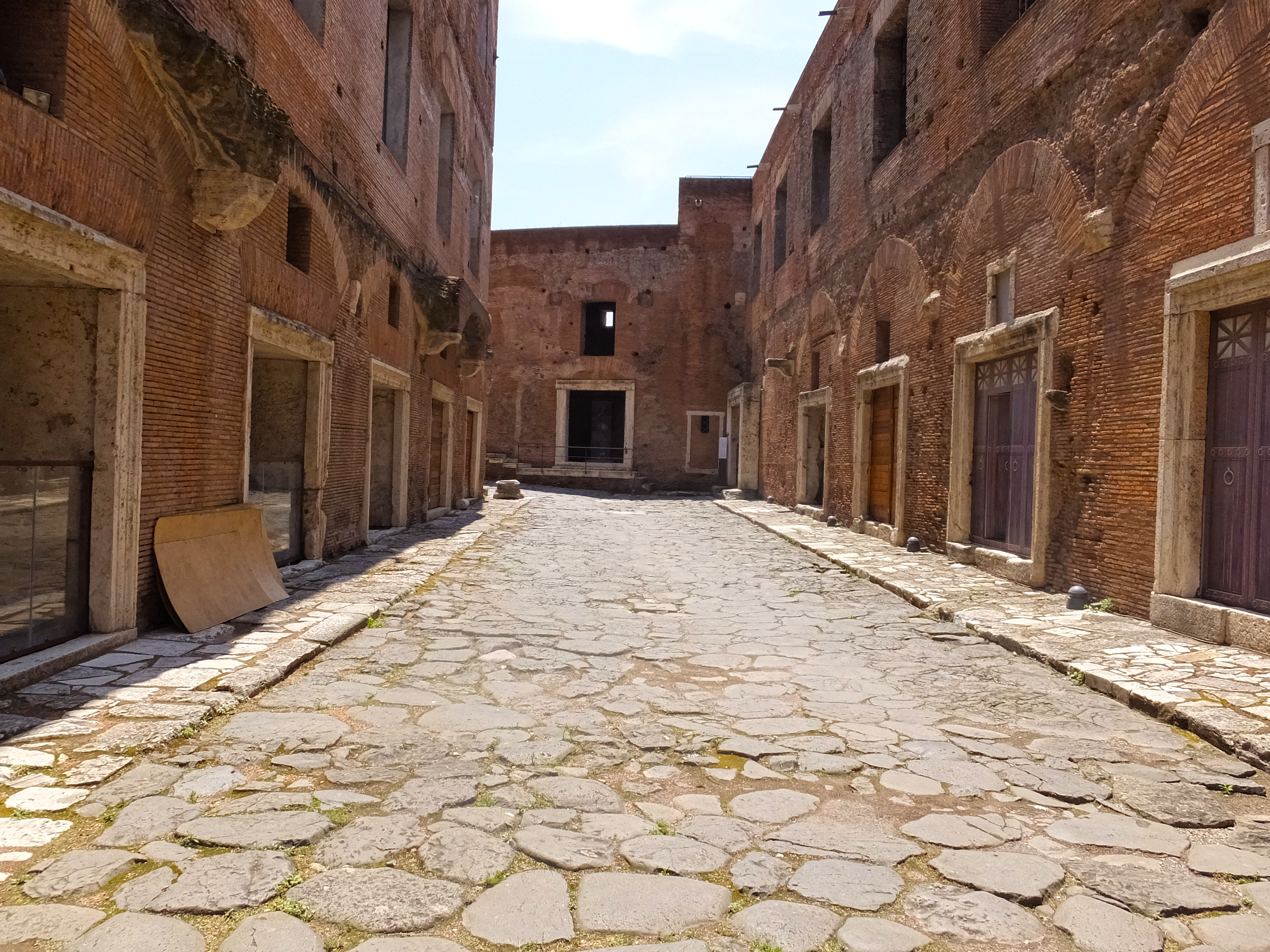
Entrées de boutiques (taberna) supérieures sur la via Biberatica
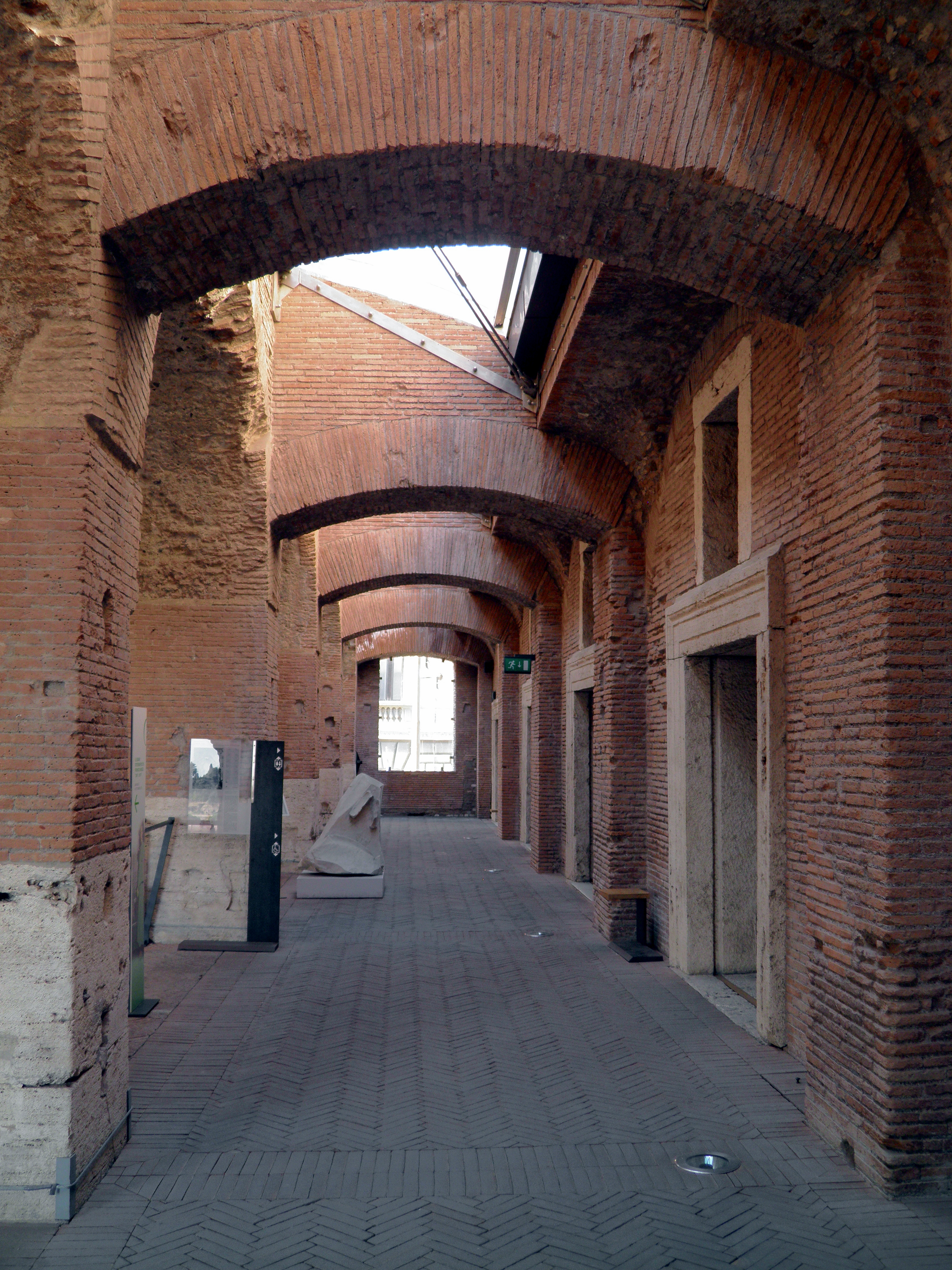
Coursive
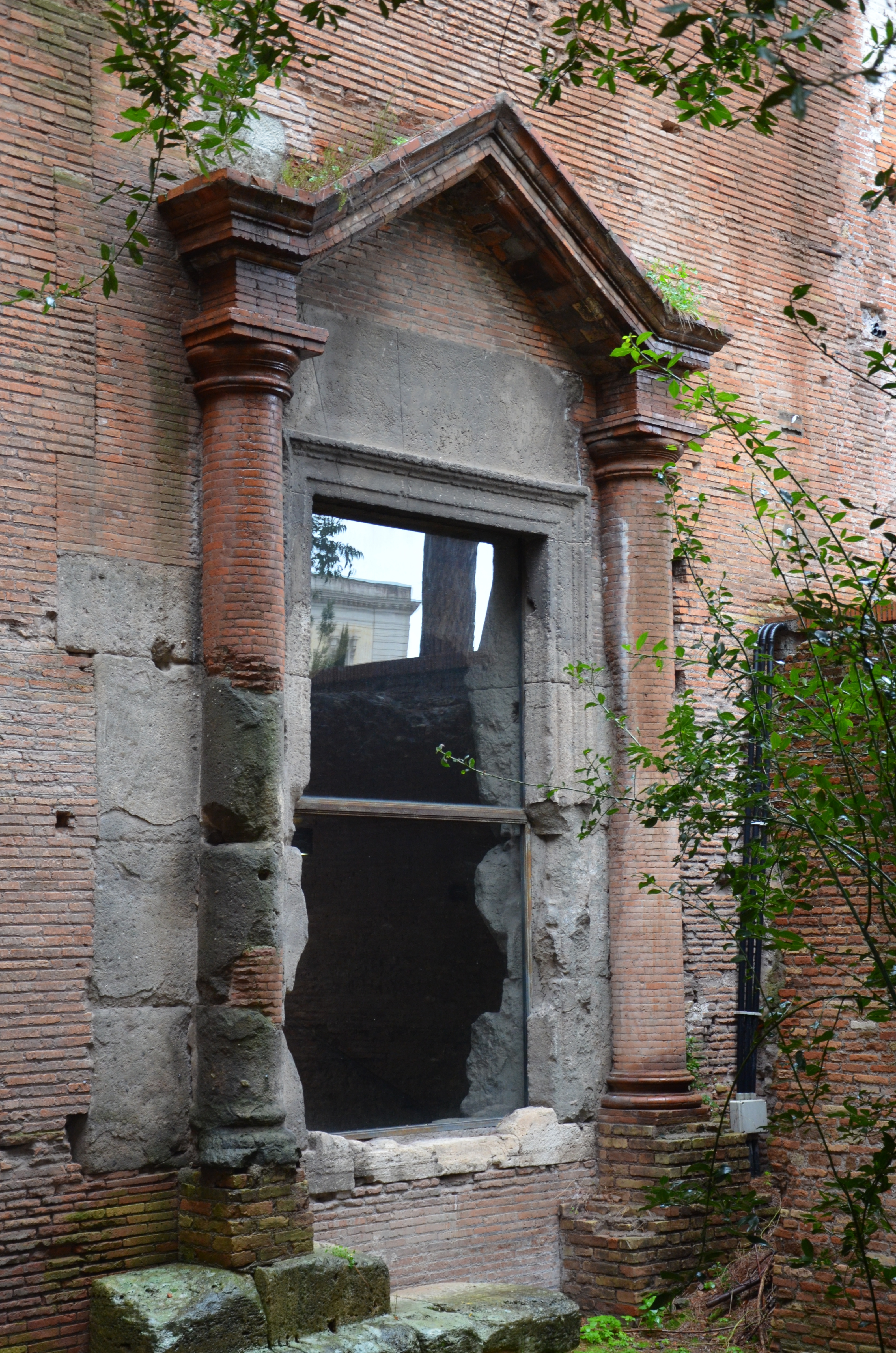
Fenêtre

### Salles latérales et hall central
Sur les côtés de la façade, au rez-de-chaussée et au premier étage, se trouvent deux salles semi-circulaires, chacune recouverte d'un semi-dôme. La plus grande des deux, au nord, est éclairée par cinq grandes fenêtres. Celle du sud ne dispose que de trois ouvertures. Vers l'ouest, une autre salle semi-circulaire, avec un toit en demi-coupole, est adjacente à celle du niveau inférieur. Un escalier mène de la via Biberatica (it) à un grand hall qui constitue le centre du complexe. La principale entrée se situe sur le côté nord. Ce hall, haut de deux étages, est divisé en deux parties, reliées par une série de six arches. Il contient six boutiques sur chaque côté au rez-de-chaussée.

## Musée des forums impériaux
Le musée des forums impériaux fait partie des musées municipaux de la ville de Rome. Ouvert en 2007, il permet de visiter l’intérieur des marchés de Trajan et présente aux visiteurs des restitutions des bâtiments antiques réalisées à partir de fragments retrouvés sur place et de moulages, ainsi qu’une collection d’objets découverts dans la zone des forums impériaux.

Musée des forums impériaux
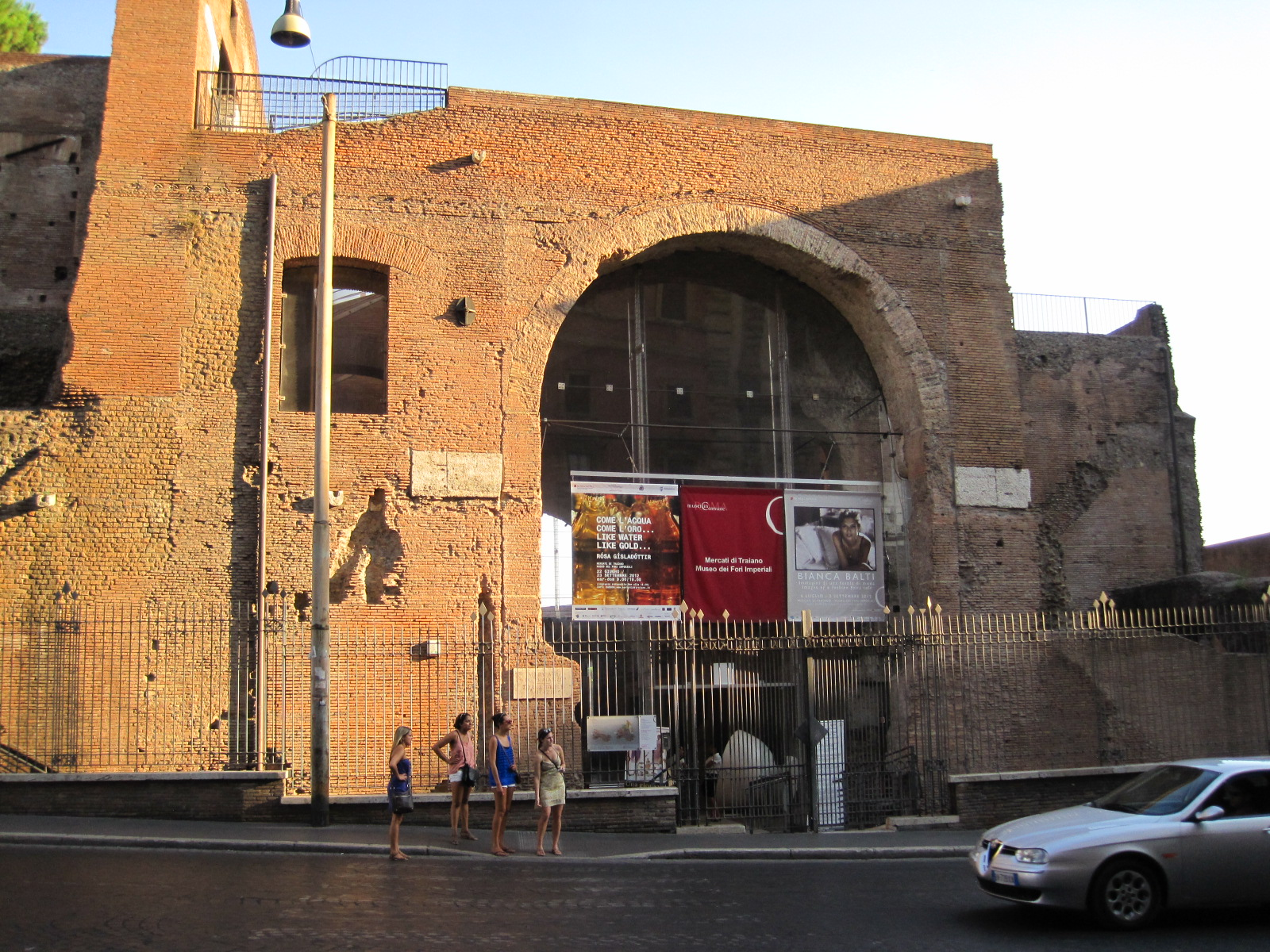
Entrée du musée
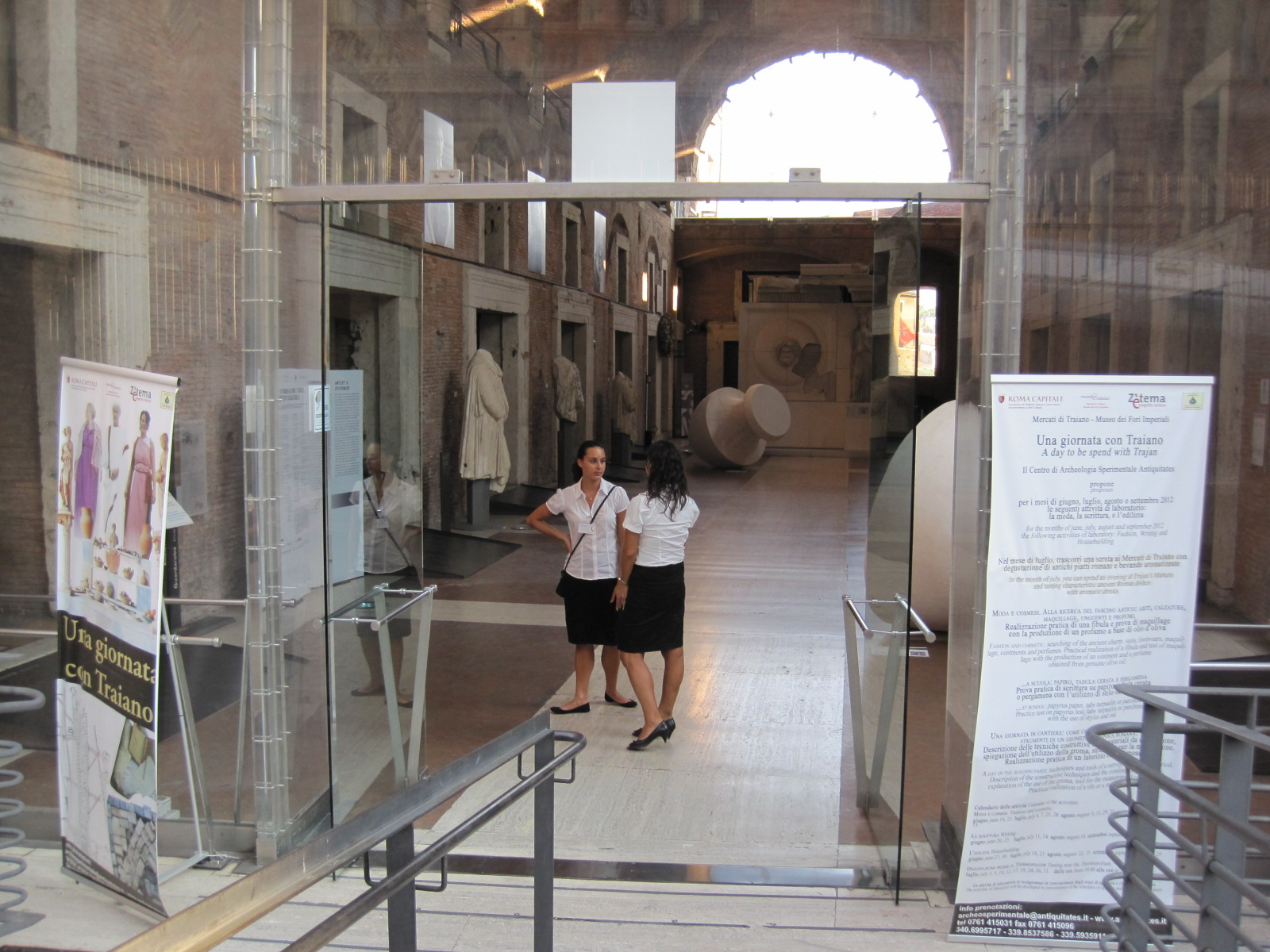
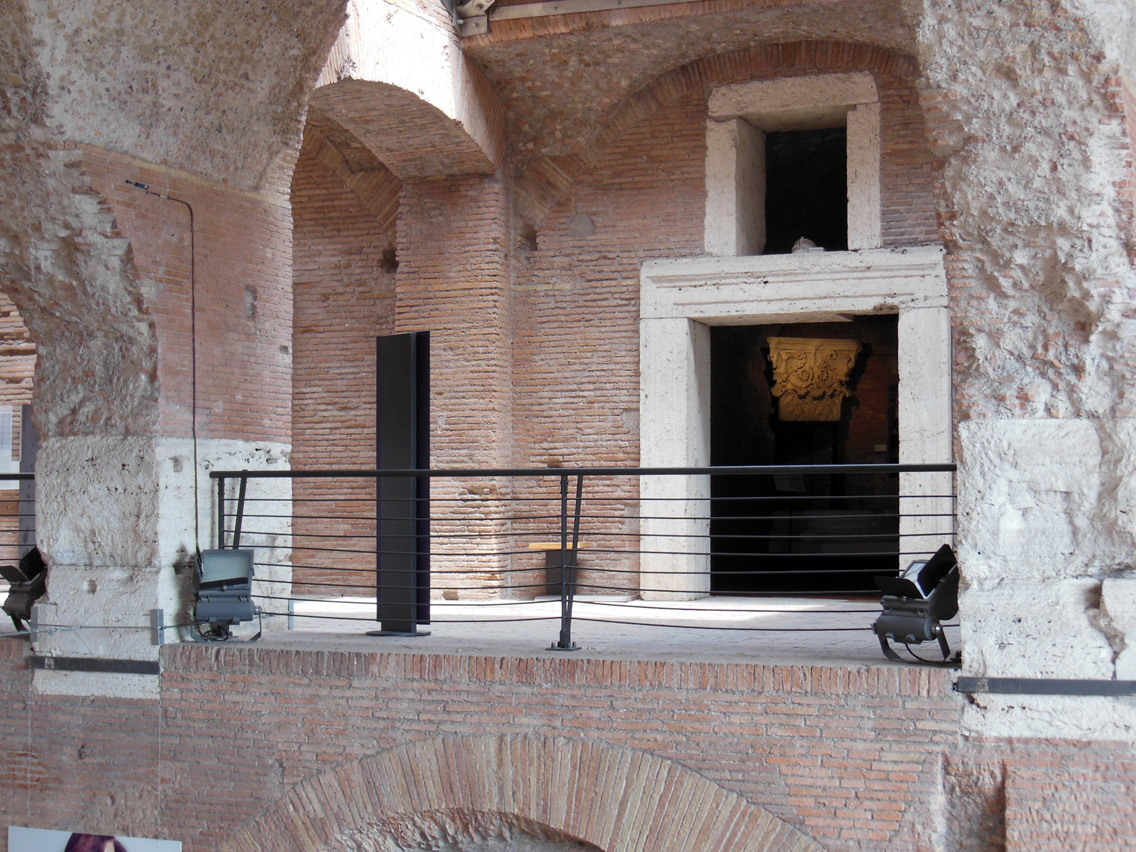
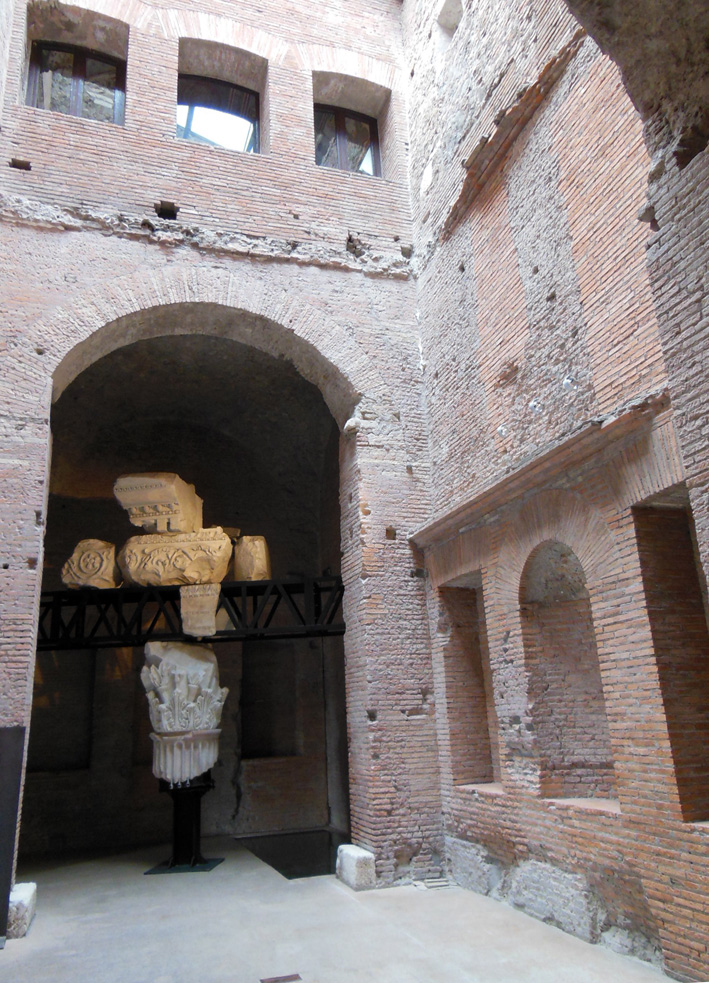
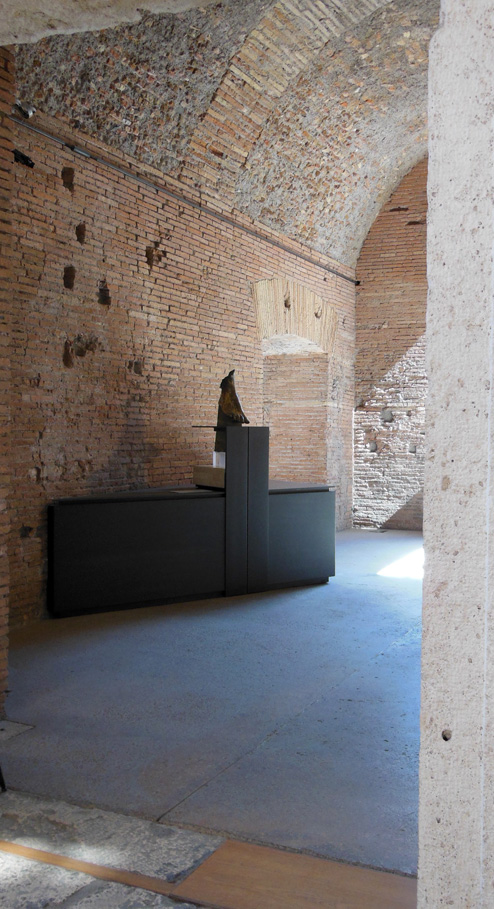
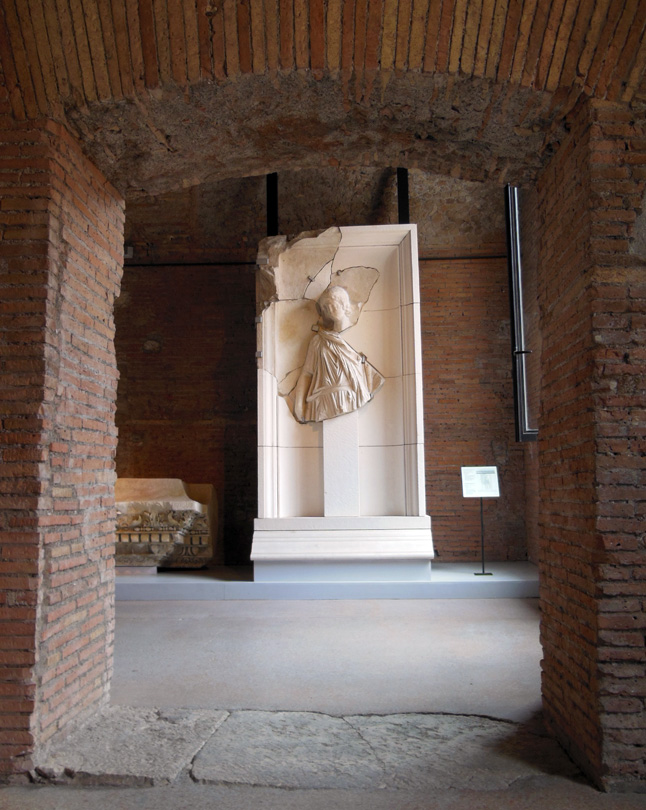
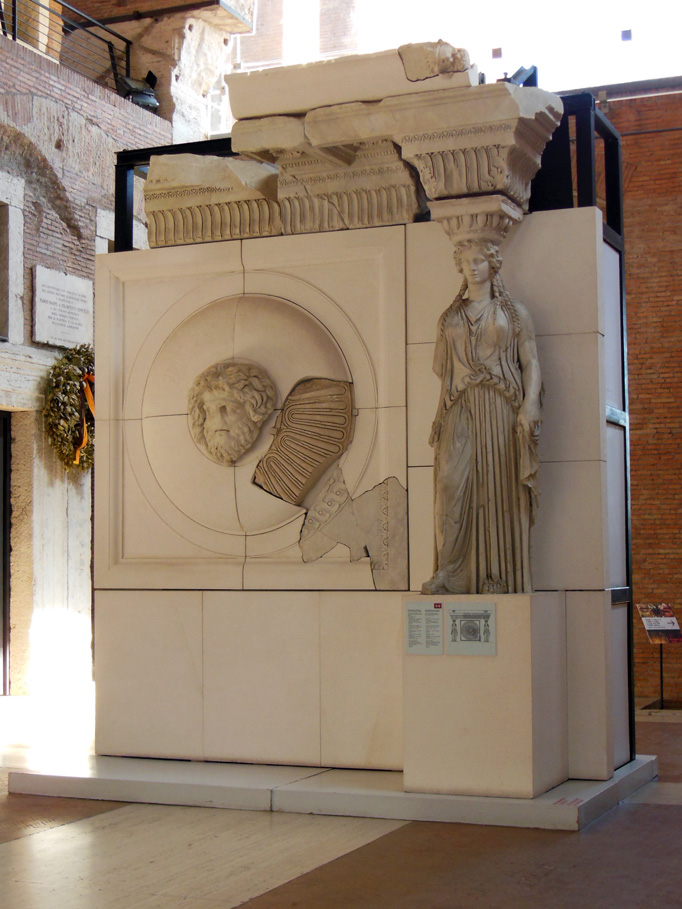

| Plan des forums impériaux |
| --- |
| \| Porticus · Curva Porticus Purpuretica Secretarium · Senatus Forma Urbis Temple de la · Ville Sacrée Bibliothèque Vicus Cuprius Arc de · Trajan Arc de · Drusus Arc de · Germanicus Porticus · Absidata Quadrige Statue équestre Forum de Trajan Marchés de Trajan Bibliothèque Colonne · trajane Basilique · Ulpia Basilique · Argentaria Temple · de Mars · vengeur Temple de · Minerve Temple · de la Paix Forum de César Temple de · Vénus · Genitrix Atrium · Libertatis Statue équestre Forum Romanum Curie · Julia Basilique · Aemilia Subure Argilète Forum · de Nerva Forum · d'Auguste Forum · de la Paix \| |
| Porticus · Curva Porticus Purpuretica Secretarium · Senatus Forma Urbis Temple de la · Ville Sacrée Bibliothèque Vicus Cuprius Arc de · Trajan Arc de · Drusus Arc de · Germanicus Porticus · Absidata Quadrige Statue équestre Forum de Trajan Marchés de Trajan Bibliothèque Colonne · trajane Basilique · Ulpia Basilique · Argentaria Temple · de Mars · vengeur Temple de · Minerve Temple · de la Paix Forum de César Temple de · Vénus · Genitrix Atrium · Libertatis Statue équestre Forum Romanum Curie · Julia Basilique · Aemilia Subure Argilète Forum · de Nerva Forum · d'Auguste Forum · de la Paix       |